# Анти Русканен
Анти Хермани Русканен (фин. Antti Hermanni Ruuskanen; Пиелавеси, 21. фебруар 1984) је фински атлетичар специјалиста за бацање копља.

## Спортска биографија
Русканен се почео бавити атлетиком у 11. години у месном клубу Пиелавеси Сампо. До 2010. тренер му је био Антеро Пуранен, а од тада Аки Парвиаинен. Први велики успех постигао је 2003. године, када је освојио бронзану медаљу на Европском првенству за јуниоре у Тампереу. Године 2005. је сребрни на Европском првенству за младе до 23 године. Највећи успех до сада Русканен је забележио на Олимпијским играма у Лондону 2012, када је освојио треће место иза великог изненађења, победника Кишорн Волкота из Тринидада и Тобага и Олександра Пјаницје из Украјине. Русканенов заостатак за победником био је 46 центиметара.
После завршетка Олимпијских игара Анти Русканен је 26. августа 2012. у Лахтију поставио лични рекорд од 87,79 метара.

## Значајнији резултати
| Датум | Такмичење                    | Место          | Пласман | Резултат |
| ----- | ---------------------------- | -------------- | ------- | -------- |
| 2003  | Европско јуниорско првенство | Тампере        |         | 72,87 м  |
| 2005  | Европско првенство нада      | Ерфурт         |         | 76,82 м  |
| 2009  | Светско првенство            | Берлин         | 6.      | 81,87 м  |
| 2011  | Светско првенство            | Тегу           | 9.      | 79,46 м  |
| 2012  | Летње олимпијске игре        | Лондон         |         | 84,12 м  |
| 2013  | Светско првенство            | Москва         | 5       | 81,44 м  |
| 2014  | Европско првенство           | Цирих          |         | 88,01 м  |
| 2015  | Светско првенство            | Пекинг         | 5.      | 87,12 м  |
| 2016  | Европско првенство           | Амстердам      |         | 82,44 м  |
| 2016  | Летње олимпијске игре        | Рио де Жанеиро | 6.      | 84,12 м  |
| 2018  | Европско првенство           | Берлин         | 6.      | 81,70 м  |
| 2019  | Светско првенство            | Доха           | 28.     | 75,05 м  |

## Резултати по сезонама
- 2002: 66,08 м, Imatra
- 2003: 72,87 м, Тампере
- 2004: 75,84 м, Пиетарсари
- 2005: 79,75 м, Саријеври
- 2006: 84,10 м, Тампере
- 2007: 87,88 м, Савонлина
- 2008: 87,33 м, Коуртане
- 2009: 85,39 м, Цирих
- 2010: 83,45 м, Осло
- 2011: 82,29 м, Lapinlahti
- 2012: 87,79 м, Лахти
- 2013: 85,70 м, Коуртане
- 2014: 88,01 м, Цирих
- 2015: 88,98 м, Пори
- 2016: 88,23 м, Лахти
- 2018: 82,59 м, Јоенсу